# Tandridge
Tandridge ist ein Dorf und eine Verwaltungseinheit im District Tandridge in der Grafschaft Surrey, England. Tandridge ist 37,4 km von Guildford entfernt. Im Jahr 2011 hatte es eine Bevölkerung von 663; der District Tandridge hatte 82.998. Tandridge wurde 1086 im Domesday Book als Tenrige mit 30 Haushalten erwähnt.